# コショウ科
コショウ科（コショウか、学名: Piperaceae）はコショウ目に分類される被子植物の科の1つである。5属4,000種ほどが知られる大きな科であるが、ほとんどの種はコショウ属またはサダソウ属に属する。主に熱帯から亜熱帯域に分布し、コショウやヒハツ、ヒハツモドキなど香辛料として用いられる種を含む。またサダソウ属の中には、観葉植物として栽培されるものが多い（ペペロミアと総称される）。
多くは草本から低木であり、つる植物や着生植物となるものも多い（図1）。茎の維管束は散在し、葉はふつう互生するが、対生・輪生するものもいる。花は小さく花被を欠き、ふつう密集して細長い穂状花序を形成する。

## 特徴
草本から低木、小高木、しばしばつる植物や着生植物、ときに多肉質である（下図2a–c）。精油を含み、しばしば芳香をもつ。粘液道をもつ。根端分裂組織は閉鎖型。茎の節が発達し（下図2b）、茎の横断面では維管束が散在また多輪に配置している（Verhuellia を除く）。この配置は単子葉類の散在中心柱に似ているが、しばしば維管束形成層による肥大成長を行う点で異なる。道管の隔壁は、階段穿孔または単穿孔をもつ。師管の色素体はS-type。節は3–多葉隙、3–多葉跡。
葉はふつう互生するが（下図3a）、サダソウ属ではときに対生または輪生する（下図3b）。単葉、全縁、葉脈は掌状または羽状（上図2b, 下図3, 4d, e）、しばしば腺点があり、ふつう葉柄をもち、托葉が葉柄に合着している（サダソウ属は托葉を欠く）。気孔はcyclocyticまたは不等型。毛（毛状突起）は多列。
ふつう穂状花序または肉穂花序を形成し（まれに総状花序）、花序は頂生、葉と対生、または腋生する（上図3b, 下図4a−d）。花は小さく、ふつう両性だがときに単性（雌雄同株または雌雄異株）、ふつう無柄、小苞をもち、花被を欠く。雄しべは1個から10個、ふつう離生だがときに合着して合糸雄しべとなり、またときに雌しべに着生する。葯は側向から外向、縦裂開する。ときに仮雄しべをもつ。小胞子形成は同時型、タペート組織は分泌型。花粉は無口粒または単溝粒、2細胞性。雌しべは1–5心皮、合生心皮。柱頭は1–5個、花柱は極短いか無し（下図4c）。子房上位で1室、胚珠は1個、基底胎座、倒生胚珠、1–2珠皮性、厚層珠心。胚嚢は4胞子性（4個の大胞子に由来する）、8核や16核性。胚乳形成は遊離核型または造壁型。
果実は小さく非裂開性で液果または核果（上図4e）、ときにやや乾質、ときに複数の果実が合着する。種子は1個、内乳（内胚乳）は乏しく、デンプン質の周乳（外胚乳）が発達し、胚は小さい。発芽は地上子葉性。
アルカロイドが存在し、シアン化物、プロアンソシアニジン、フラボノール、エラグ酸を欠く。ピペラミド（R-(C=O)-NH2）をもつ。ときにシュウ酸塩の集晶や針晶を含む。染色体の基本数は x = 12 (?13)。

## 分布・生態
世界中の熱帯から亜熱帯域に分布する。特に熱帯雨林における林床やつる植物、着生植物として重要な構成要素である。アルカロイドや精油、ピペラミドなどの二次代謝産物をもつため、植食昆虫の多様化における重要な要素になっていると考えられている。
特異な花粉媒介様式や送粉者の特異性が高い例は知られていない。基本的に雌性先熟であるが、自家受粉する例も多い。一般的に、コショウ属は果実が動物に食べられることにより、サダソウ属は果実が動物に付着することによって散布される。

## 人間との関わり
精油やアルカロイドを含んでおり、香辛料として利用される例が多い（コショウ、ヒハツ、ヒハツモドキ、ヒッチョウカ、ニシアフリカクロコショウ、キダチコショウなど）（下図5a–c）。特にコショウは最もよく使われる香辛料の1つであり、世界中の熱帯域で栽培されている。またコショウ属やサダソウ属の中には、薬用に使われる例も多い。キンマやカヴァは嗜好品に使われる（下図5d）。
コショウ属やサダソウ属の中には、観葉植物として栽培される例がある。特にサダソウ属（Peperomia）にはその例が多く、このような植物は「ペペロミア」と総称される（上図5e）。

## 系統と分類
コショウ科は極めて単純な花をもち特徴的なグループであるため、古くから認識されていた。古典的な被子植物の分類体系である新エングラー体系やクロンキスト体系では、コショウ科は同様に単純な花をもつドクダミ科と共にコショウ目に分類されていた。その後一般的となったAPG分類体系でも、コショウ科はドクダミ科と共にコショウ目に分類されている。APG分類体系では、ウマノスズクサ科もコショウ目に分類されている。
サダソウ属は草本で托葉を欠き、花がより退化的であるためサダソウ科（Peperomiaceae）として独立させることもあったが、現在ではコショウ科に含められる。
コショウ科に属するコショウ属とサダソウ属は1,000種以上を含む大きな属であり、それぞれ複数の属に分けられることもあった。2022年現在では、分子系統学的研究などをもとにコショウ科内は5属に整理され、しばしば3亜科に分類される（下図6、下表1）。
|  | ジッペリア属 Zippelia |
|  |                       |
|  | Manekia               |
|  |                       |

|  | コショウ属 Piper     |
|  |                      |
|  | サダソウ属 Peperomia |
|  |                      |

|  | ジッペリア属 Zippelia |
|  |                       |
|  | Manekia               |
|  |                       |

|  | コショウ属 Piper     |
|  |                      |
|  | サダソウ属 Peperomia |
|  |                      |

|  | ジッペリア属 Zippelia |
|  |                       |
|  | Manekia               |
|  |                       |

|  | コショウ属 Piper     |
|  |                      |
|  | サダソウ属 Peperomia |
|  |                      |

|  | ジッペリア属 Zippelia |
|  |                       |
|  | Manekia               |
|  |                       |

|  | コショウ属 Piper     |
|  |                      |
|  | サダソウ属 Peperomia |
|  |                      |

|  | ジッペリア属 Zippelia |
|  |                       |
|  | Manekia               |
|  |                       |

|  | コショウ属 Piper     |
|  |                      |
|  | サダソウ属 Peperomia |
|  |                      |

|  | ジッペリア属 Zippelia |
|  |                       |
|  | Manekia               |
|  |                       |

|  | コショウ属 Piper     |
|  |                      |
|  | サダソウ属 Peperomia |
|  |                      |

|  | ジッペリア属 Zippelia |
|  |                       |
|  | Manekia               |
|  |                       |

|  | コショウ属 Piper     |
|  |                      |
|  | サダソウ属 Peperomia |
|  |                      |

|  | ジッペリア属 Zippelia |
|  |                       |
|  | Manekia               |
|  |                       |

|  | コショウ属 Piper     |
|  |                      |
|  | サダソウ属 Peperomia |
|  |                      |

表1. コショウ科の属までの分類体系の1例
- コショウ科　Piperaceae Giseke (1792)
= サダソウ科 Peperomiaceae A.C. Sm. (1981)
  - 亜科 Verhuellioideae Samain & Wanke (2008)
    - Verhuellia Miq. (1843)
= Mildea Griseb. (1866)
3種、キューバ・イスパニョーラ島

  - ジッペリア亜科 Zippelioideae Samain & Wanke (2008)
    - ジッペリア属[12] Zippelia Blume (1830)
= Circaeocarpus C.Y.Wu (1957)
1種、東アジア南部から東南アジア
    - Manekia Trel. (1927)
= Sarcorhachis Trel. (1927)
6種、中南米

  - コショウ亜科 Piperoideae Arnott (1832)
    - コショウ属 Piper L. (1753)
= Amalago Raf. (1838); Anderssoniopiper Trel. (1934); Arctottonia Trel. (1930); Artanthe Miq. (1840); Betela Raf. (1838); Callianira Miq. (1843); Carpunya C.Presl (1851); Carpupica Raf. (1838); Caulobryon Klotzsch ex C.DC. (1869); Chavica Miq. (1843); Churumaya Raf. (1838); Coccobryon Klotzsch (1843); Cubeba Raf. (1838); Discipiper Trel. & Stehlé (1946); Dugagelia Gaudich (1830).; Enckea Kunth (1840); Gonistum Raf. (1838); Heckeria Kunth (1840); Lepianthes Raf. (1838); Lindeniopiper Trel. (1929); Macropiper Miq. (1840); Methysticum Raf. (1838); Muldera Miq. (1840); Nematanthera Miq. (1845); Ottonia Spreng. (1820); Oxodium Raf. (1838); Peltobryon Klotzsch ex Miq. (1844); Peperidia Kostel. (1833); Piperi St.-Lag. (1880); Piperiphorum Neck. (1790); Pleiostachyopiper Trel. (1934); Pothomorphe Miq. (1840); Quebitea Aubl. (1775); Rhyncholepis Miq. (1843); Schilleria Kunth (1840); Schizonephros Griff. (1854); Serronia Gaudich. (1838); Sphaerostachys Miq. (1844); Steffensia Kunth (1840); Suensonia Gaudich. ex Miq. (1844); Trianaeopiper Trel. (1928)
コショウ、ヒハツ、ヒハツモドキ、ヒッチョウカ、キンマ、カヴァ、フウトウカズラなど約2,000種、世界中の熱帯から亜熱帯域
    - サダソウ属（ペペロミア属） Peperomia Ruiz & Pav. (1794)
= Acrocarpidium Miq. (1842); Erasmia Miq. (1842); Micropiper Miq. (1840); Phyllobryon Miq. (1843); Piperanthera C.DC. (1923); Rhynchophorum (Miq.) Small (1933); Tildenia Miq. (1842); Trigonanthera André (1870); Troxirum Raf. (1838)[3]
サダソウ、シマゴショウ、ウスバスナゴショウ、ヒメゴショウ、シマアオイソウなど約1,600種、世界中の熱帯から亜熱帯域